# Planken
Planken (Planka nel dialetto locale alemannico) è tra i comuni del principato del Liechtenstein quello con meno abitanti.

## Società

### Evoluzione demografica
Abitanti censiti